# Серафим Григоров
Серафим Григоров е български поет.

## Биография
Серафим Григоров е роден в 1910 година в Щип, тогава в Османската империя. Семейството му се мести в Стара Загора, където родителите му са дейни членове на българското благотворително дружество „Иван Гарванов“. Самият Серафим става активен деец на македонското културно-просветно дружество „Гоце Делчев“. Публикува първите си стихотворения в издаваното от Македонския младежки съюз списание „Родина“. Продължава да публикува творбите си там и се развива като поет под покровителството на Димитър Талев. След това стихотворения на Серафим Григоров са публикувани в „Ехо“, „Българска реч“, „Светлоструй“, „Мисъл“ и други. Сред най-известните му стихотворения са „Зима“ и „Македонски жалби“. Умира млад в 1931 година от туберкулоза.
Георги Цанев пише в „Помен за Серафим Григоров“:
| „ | Серафим си отиде много млад (умира от туберкулоза) и затова малкото му литературно наследство не носи белезите на едно завършено дело. | “ |